# Байрак (Горлівка)

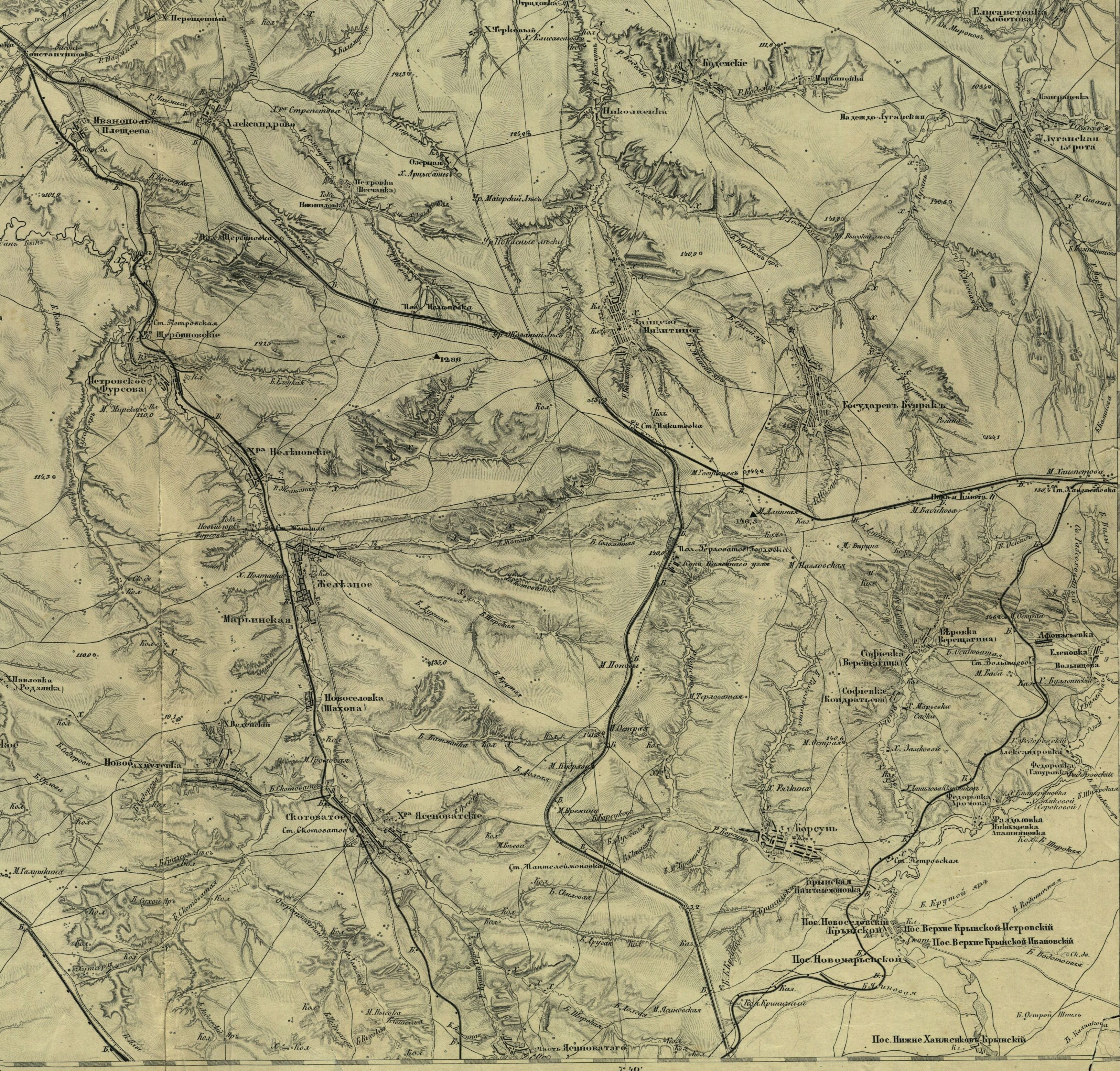
Округа Горлівки на мапі Шуберта у 2-ій половині 19 сторіччя

Байрак (Государів Байрак) — північно-східний район міста Горлівка. Адміністративно відноситься до Калінінського району.

## Історія

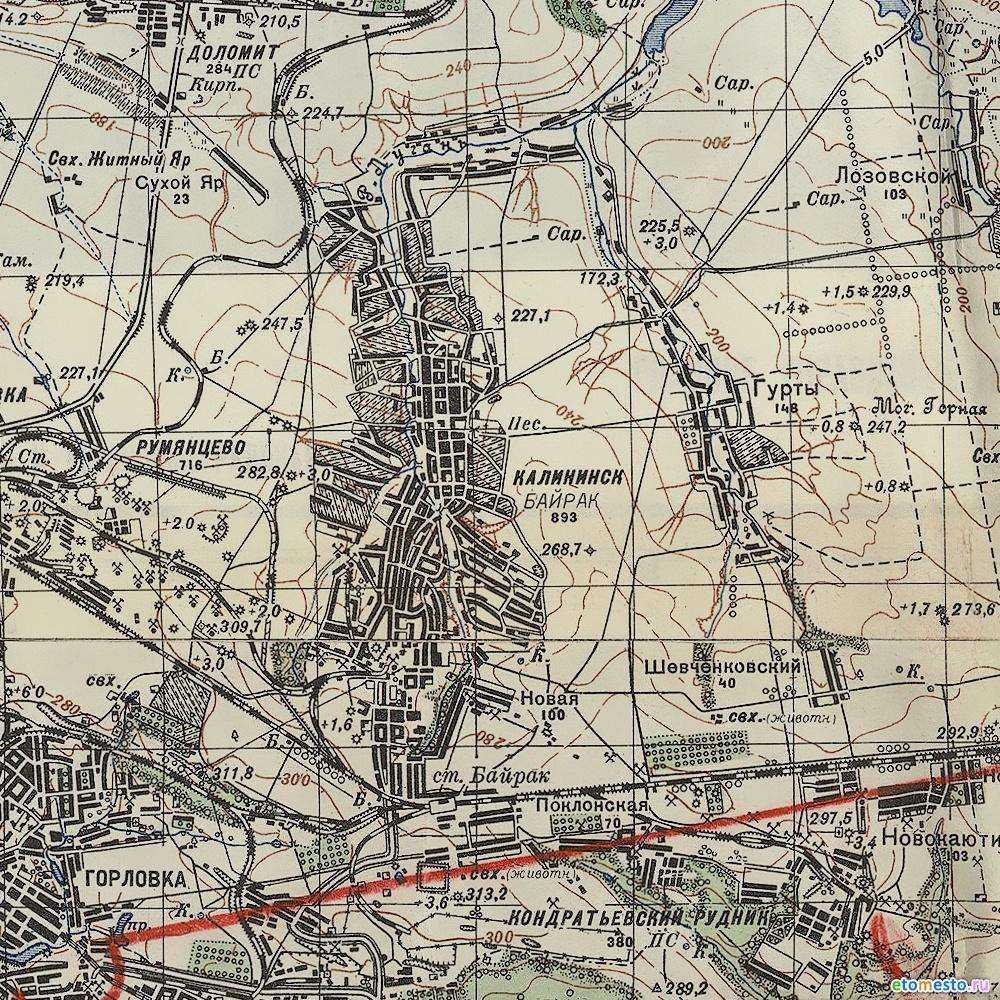
Байрак (Калінінськ) на мапі РККА 1940 року.

Перша згадка у джерелах про заснування 1707 роком запорозькими козаками Байраку. Адміністративно Байрак відносився до Кальміуської паланки.
У зв'язку з політикою російського уряду по витисненню влади Січі набув статус державного села з назвою Государів.
1792 року сюди селять волохів.
На 1859 рік державне село Государів Байрак положене над джерелами річки Лугані, 583 господи, 4000 осіб, православна церква, училище, 3 ярмарки.
1889 року італієць заклав байрацьку копальню Святого Андрія. 1930 року копальню перейменовано на шахту імені М. І. Калініна. Разом з шахтою Байрак почав йменуватися Калінінським селищем.
1939 року селище Калінінське перейменовано на місто Калінінськ. Разом з назвою Калінінськ на військовій мапі РККА 1940 року співіснує давня козацька назва Байрак.

## Опис
Центром Байраку є православний Свято-Вознесенськи храм по вулиці Дунаєвського, що збудовано 1824 року. Храм простояв 73 роки без куполу У 1936—2009 роках.
Байрак за яким названо район називається Циганським. На західній межі Байраку лежить Циганський ліс. Селища Вірівка, Калініна, мікрорайон Східний є розширенням Байраку вже у радянський період.
На півдні Байраку, угорі, залізнична станція Байрак, радянське селище Калініна, мікрорайон Східний.
Головні вулиці: Маршала Нєдєліна, Твардовського, Літке, Дунаєвського, Полярна, Тюренкова, Чернікова, Ріхарда Зорге, Маміна-Сибіряка, Марії Пуйманової, Курнатовського, 40-річчя Радянської України, Павла Корчагіна.
На Байраці: 2 базари (на розі вулиць Кореневського й Медичної та другий на вулиці Немировича-Данченко), середні школи № 22, № 28, № 50, № 62, школа-інтернат № 4, музична школа № 2, Шахта імені Калініна, Центральна-збагачувальна фабрика «Калінінська», Калінінська виправна колонія № 27, руїни Будинку культури та поліклініки шахти Калініна.
У приватній забудові Байраки біля третини хат покинуті та зруйновані.